# 14739 Edgarchavez
14739 Edgarchavez (tên chỉ định: 2000 EF21) là một tiểu hành tinh vành đai chính. Nó được khám phá thông qua Catalina Sky Survey ngày 3 tháng 3 năm 2000. Nó được đặt theo tên Edgar Chavez, an engineer who worked ở research institutions such as University of Arizona's Lunar và Planetary Laboratory.